# H.263
H.263 es un estándar de la Unión Internacional de Telecomunicaciones (ITU) para la codificación de vídeos con compresión que data de 1995/1996, documento en el cual también se detalla, en su segunda parte, el estándar MPEG-4 de la Moving Picture Experts Group.
H.263 describe un Codec, que en primera línea se concibió para videoconferencias. Está optimizado para una tasa de bits baja (bajo 64 kbit/s, es decir, velocidad ISDN) y un movimiento relativo reducido. Si bien, el propio estándar no define una tasa de bits concreta. 
H.263 ha encontrado desde entonces muchas aplicaciones en internet: gran parte del contenido en Flash Video (usado en sitios como YouTube, Google Video, MySpace, etc.) está codificado en formato Sorenson Spark (una implementación incompleta de H.263), aunque muchos sitios usan ahora codificaciones como VP9 o H.264. La versión original del codec RealVideo estaba basada en H.263 hasta la publicación de RealVideo 8.
H.263 es un códec de vídeo necesario en las especificaciones técnicas del European Telecommunications Standards Institute 3GPP para Subsistema Multimedia IP (IMS), Sistema de mensajería multimedia (MMS) y Transparent end-to-end Packet-switched Streaming Service (PSS). En las especificaciones 3GPP, vídeo H.263 se utiliza generalmente en el formato contenedor 3GP .
El codec fue diseñado para ser utilizado en sistemas basados en H.324 (Red Telefónica Conmutada y otras redes de Conmutación de circuitos para videoconferencia y videotelefonía), pero desde entonces ha encontrado también uso en soluciones H.323 (videoconferencia basada en RTP/IP), H.320 (videoconferencia basada en ISDN), RTSP (streaming media) y SIP (conferencias por Internet).
H.263 fue desarrollado como una mejora evolutiva basada en la experiencia de H.261, el anterior estándar ITU-T para la compresión de vídeo, y en los estándares MPEG-1 y MPEG-2. Contiene un componente para una compresión temporal más intensa y funciona preferiblemente con secuencias de vídeos que presentan cambios reducidos entre imagen e imagen. Su primera versión fue terminada en 1995 y proporciona un reemplazo adecuado para H.261 en todos las tasas de bits. Se mejoró aún más en los proyectos conocidos como H.263v2 (también conocido como H.263+ o H.263 1998), MPEG-4 Part 2 y H.263v3 (también conocido como H.263++ o H.263 2000). MPEG-4 Part 2 es compatible con H.263 en el sentido de que un flujo de bits (bitstream) basado en H.263 es decodificado correctamente por un decodificador de vídeo MPEG-4.
El siguiente codec mejorado desarrollada por la ITU-T VCEG (en colaboración con MPEG) después de H.263 es el estándar H.264, también conocido como AVC y MPEG-4 parte 10. Como H.264 proporciona una mejora significativa en la capacidad más allá de H.263, el estándar H.263 se considera ahora un diseño heredado. La mayoría de los nuevos productos de videoconferencia ahora incluyen H.264 así como capacidades H.263 y H.261.

## Versiones
Desde la ratificación original de H.263 en marzo de 1996 (aprobando un documento que se produjo en noviembre de 1995), se han realizado dos adiciones posteriores que mejoraron en el codec original 
con la adición de anexos adicionales opcionales (extensiones). Por ejemplo, el H.263v2 añade un filtro de desbloqueo mediante el anexo J.

## Clase Formatos de Video Compatibles con H.263
340p
576i

El H.263 original específica los siguientes anexos:
- Anexo A – Especificación de la exactitud de la transformada inversa
- Anexo B – Decodificador ficticio de referencia
- Anexo C – Consideraciones sobre el funcionamiento multipunto.
- Anexo D – Modo vector de movimiento sin restricción
- Anexo E – Modo codificación aritmética basada en sintaxis
- Anexo F – Modo predicción avanzada
- Anexo G – Modo tramas PB
- Anexo H – Corrección de errores hacia adelante para señales de vídeo codificadas

En marzo de 1997, un informativo Apéndice I – Seguimiento de errores, que describe una técnica de codificación para proporcionar una mayor robustez a las pérdidas de datos y errores, se aprobó para dar información de ayuda de los ejecutores que tienen interés en estas técnicas.
H.263 soporta un conjunto limitado de tamaños de imagen:
- 128x96
- 176x144
- 352x288
- 704x576
- 1408x1152

### H.263v2 (H.263+)
H.263v2 (también conocido como H.263+, o como la versión de 1998 de H.263) es el nombre informal de la segunda edición de la norma internacional ITU-T H.263 de codificación de vídeo. Se conserva todo el contenido técnico de la versión original de la norma, pero mejora las capacidades de H.263 mediante la adición de varios anexos que pueden mejorar sustancialmente la eficiencia de la codificación y proporcionar otras capacidades (por ejemplo, robustez mejorada frente a la pérdida de datos en el canal de transmisión). El proyecto H.263+ fue ratificado por la UIT en febrero de 1998. Se añaden los siguientes Anexos:
- Anexo I – Modo codificación INTRA avanzada
- Anexo J – Modo filtro de desbloqueo
- Anexo K – Modo estructura en rebanada
- Anexo L – Especificación de la información sobre mejoras suplementarias
- Anexo M – Modo tramas PB mejoradas
- Anexo N – Modo selección de la imagen de referencia
- Anexo O – Modo escalabilidad temporal, SNR y espacial
- Anexo P – Repetición de muestreo de la imagen de referencia
- Anexo Q – Modo actualización de resolución reducida (see implementors' guide correction as noted below)
- Anexo R – Modo decodificación de segmento independiente
- Anexo S – Modo códigos de longitud variable (VLC) INTER alternativo
- Anexo T – Modo cuantificación modificada
- Anexo X – Definición de perfiles y niveles

H.263v2 también añade soporte para los formatos de imagen flexibles y frecuencias de reloj personalizados para imágenes. Anteriormente los únicos formatos de imagen soportados en H.263 eran Sub-QCIF, QCIF, CIF, 4CIF, y 16CIF, y la única frecuencia de imagen de reloj era 30000/1001 (aproximadamente 29.97) ciclos de reloj por segundo.
H.263v2 específica un conjunto de modos recomendados en un apéndice informativo (Apéndice II, ya en desuso): 
|                                                                                           | Nivel 1 | Nivel 2 | Nivel 3 |
| ----------------------------------------------------------------------------------------- | ------- | ------- | ------- |
| Codificación INTRA avanzada                                                               | Sí      | Sí      | Sí      |
| Filtro de desbloqueo                                                                      | Sí      | Sí      | Sí      |
| Información sobre mejoras suplementarias (Full-Freeze Frame solamente)                    | Sí      | Sí      | Sí      |
| Cuantificación Modificada                                                                 | Sí      | Sí      | Sí      |
| Vectores de movimiento sin restricciones                                                  | No      | Sí      | Sí      |
| Modo estructura en rebanada                                                               | No      | Sí      | Sí      |
| Repetición de muestreo de la imagen de referencia (Implícito sólo en el modo Factor-of-4) | No      | Sí      | Sí      |
| Predicción avanzada                                                                       | No      | No      | Sí      |
| Tramas PB mejoradas                                                                       | No      | No      | Sí      |
| Decodificación de segmento independiente                                                  | No      | No      | Sí      |
| Códigos de longitud variable (VLC) INTER alternativo                                      | No      | No      | Sí      |
|                                                                                           | Nivel 1 | Nivel 2 | Nivel 3 |

### H.263v3 (H.263++) y Anexo X
La definición de H.263v3 (también conocido como H.263++ o como la versión 2000 de H.263) consistió en la adición de tres nuevos anexos. Estos anexos y un anexo adicional que específica perfiles (aprobada el año siguiente) fueron originalmente publicadas como documentos separados del cuerpo principal de la propia norma. Los anexos adicionales que se especifican son los siguientes:
- Anexo U – Modo de selección mejorada de imagen de referencia
- Anexo V – Modo rebanada particionada de datos
- Anexo W – Especificación de información adicional de mejora suplementaria
- Anexo X (originalmente especificado en 2001) – Definición de perfiles y niveles

El previamente informativo Apéndice II (Mejora opcional recomendada) ha quedado obsoleto por la creación de la normativa Anexo X.
En junio de 2001, otro apéndice informativo (Anexo III, ejemplos de implementaciones de codificador/decodificador H.263) fue aprobado. En él se describen técnicas para la codificación y para ocultación de error/pérdida por los decodificadores.
En enero de 2005, se crea un documento unificado de la especificación H.263 (con la excepción del Apéndice III, que se mantiene como un documento publicado separadamente).
En agosto de 2005, fue aprobada una guía para implementadores para corregir un pequeño error en el raramente usado Anexo Q modo de actualización de resolución reducida.

## Aplicaciones
- En países sin patentes de software, los vídeos pueden ser legalmente codificados con H.263[14] y decodificados con la librería libavcodec, bajo licencia libre LGPL (parte del proyecto FFmpeg) que es utilizada por programas como ffdshow, VLC media player y MPlayer.